# Nikolái Rozhkov
Nikolái Aleksándrovich Rozhkov (en ruso: Николай Рожков; 1868-1927) fue un historiador ruso y un revolucionario del Partido Obrero Socialdemócrata de Rusia (POSDR).
En 1905, Rozhkov se unió a la facción bolchevique del POSDR. En el V Congreso del Partido Obrero Socialdemócrata de Rusia, fue elegido miembro de pleno derecho del Comité Central. Sin embargo, en 1907 cayó en desgracia a ojos de Lenin.: 4 

## Lucha de Rozhkov por un partido legal
En febrero de 1911, envió un artículo titulado Una iniciativa esencial al periódico bolchevique legal Zvezdá. En este artículo, defendió tres cuestiones:
1. La aristocracia ya había dejado de tener el monopolio del poder, y de hecho estaba en una posición desventajosa frente a la ascendente burguesía;
2. Los burgueses estaban estabilizando su cuota de poder a pesar de que partidos tales como los kadetes, los trudoviks, los octubristas y los renovacionistas aún eran ilegales.
3. El desarrollo socioecónomico de Rusia se podía comparar con el de Prusia en los años 1880, y no había un sentimiento general a favor de la revolución en Rusia a pesar del apoyo utópico que tenía esta postura entre los exiliados.

Zinóviev respondió a este artículo con una carta algo severa, aunque amistosa que reprobó la postura de Rozhkov, que comparó con la de los liquidacionistas. Rozhkov se negó a abandonar sus ideas, y escribió un segundo artículo Un sistema de operación abogando por la creación de una organización llamada Sociedad Política por la Protección de los Intereses de la Clase Trabajadora. Confió en que esta organización se extendiera a través de organizaciones de trabajadores como cooperativas y sindicatos para acabar constituyéndose como partido político en la Duma.
Posteriormente, escribió un tercer artículo, La lucha por la legalidad.
Estos tres artículos acabaron provocando una respuesta de Lenin, quien declaró que Rozhkov como legalista no era diferente de un liquidacionista. Rozhkov, sin temor de que se le dedicase este calificativo, escribió La situación contemporánea en Rusia y la tarea fundamental de la clase trabajadora en el momento presente. Al final, los bolcheviques acabaron por negarse a publicar sus artículos, y este último artículo apareció en Nasha Zariá. Aunque la correspondencia entre Lenin y Rozhkov hasta entonces se había producido a través de cartas privadas, en esta ocasión, Lenin contestó publicando el artículo Un manifiesto del Partido Liberal del Trabajo en el número 32 de Zvezdá, publicado el 3 de diciembre de 1911.

## Después de 1917
Rozhkov fue viceministro de Correos y Telégrafos entre mayo y julio de 1917, en el Gobierno provisional ruso.